# Despotado de Dobruja
El Despotado de Dobruja o Principado de Karvuna (en búlgaro: Добруджанско деспотство o Карвунско деспотство; en rumano: Ţara Cărvunei) fue un estado del siglo XIV semiindependiente en la región de la moderna Dobruja. Surgió como una forma de gobierno bajo la influencia del Imperio bizantino, y probablemente tenía una población compuesta por búlgaros, gagauz, griegos, tártaros y valacos. El nombre del principado se deriva de la fortaleza de Karvuna (actual Kavarna, italiano: Carbona, griego antiguo: Bizona), mencionado en los documentos búlgaros y bizantinos y portulanos italianos del siglo XIV como su primera capital, y situado entre Varna y cabo Kaliakra.

## Historia

### Antecedentes
El despotado se separó del Segundo Imperio búlgaro (seguido por otras regiones fronterizas de Bulgaria como Vidin y Velbazhd) alrededor de 1320 bajo Balik (miembro de la dinastía búlgaro-cumana de Terter según algunos autores) y se puso eclesiásticamente bajo el Patriarcado de Constantinopla. La "Metrópoli de Varna y Carbona" fue mencionada en 1325.

### Dobrotitsa
Bajo el hermano de Balik, Dobrotitsa (1347-1386; gobernó con el título de déspota después de 1357), el despotado llegó a su máximo poder y extensión y la capital se trasladó a Kaliakra.

Las tierras búlgaras durante el reinado de Iván Alejandro.

En 1358, el despotado fue azotado por la peste Negra, transmitida por los barcos genoveses de Caffa antes de que finalmente lo llevaran a Sicilia, Génova y el conjunto de Europa occidental. El despotado tenía su propia marina, que también se dedicaba a la piratería forzando a los genoveses a reclamar, y posiblemente participó en una operación fuera de Trebisonda. En 1453, la marina otomana en el sitio de Constantinopla fue inicialmente liderada por un almirante llamado Baltoğlu, un converso búlgaro del antiguo despotado.
En 1366, Iván Alejandro se negó a dar un salvoconducto a Juan V Paleólogo, que volvía a casa desde Hungría. Con el fin de obligar a los búlgaros a cumplir, Juan V ordenó a su pariente el conde Amadeo VI de Saboya que atacase a los pueblos de la costa búlgara. En el otoño del mismo año, la marina de Amadeo tomó Pomorie, Nesebar, Emona y Kozyak, y el 25 de octubre sitió la fortaleza de Varna, donde fue rechazado. Como resultado, Iván Alejandro dio un salvoconducto a los bizantinos, para que atravesasen protegidos Bulgaria y mantener las ciudades conquistadas; Varna fue cedida a Dobrotitsa por su ayuda contra Amadeo.
Como una canasta de pan tradicional, Dobruja suministro trigo a Constantinopla fundamentalmente a través de los principales puertos de Varna y Kaliakra frecuentados por la flota genovesa y veneciana. Las repúblicas celebraron sus consulados en Varna y mantuvieron colonias comerciales en Castritsi y Galata lejos de esa ciudad.
Entre 1370 y 1375, se alió con la república de Venecia, ya que Dobrotitsa cuestionaba el poder genovés en el mar Negro. En 1376, trató de imponer a su yerno, Miguel, como emperador de Trebisonda, pero no lo logró. Dobrotitsa apoyó a Juan V Paleólogo contra su hijo Andrónico IV Paleólogo. En 1379, la flota búlgara participó en el bloqueo de Constantinopla, luchando con la flota genovesa.

### Ivanko
En 1386, Dobrotitsa murió y fue sucedido por Ivanko, quien en el mismo año hizo las paces con Murad I, trasladando su capital desde Kaliakra a Varna, y en 1387 firmó un tratado comercial con Génova en Pera. Ese mismo año, Iván Shishman lo atacó, derrotando y matando a su antiguo vasallo Dan I de Valaquia, un aliado de Ivanko, pero no consiguió traer de vuelta a Dobruja bajo su gobierno.  Ivanko mismo murió en combate en 1388, Varna cayó ante los otomanos en 1389. El mismo año, partes de Dobrudja con la ciudadela de Drastar fueron puestas bajo el gobierno de Mircea cel Bătrân, hasta 1420 (con breves interrupciones). En 1414, el área fue devastada por los tártaros. En 1413, Varna fue entregada a Manuel II Paleólogo, hasta 1444, cuando los otomanos la aseguraron tras la batalla de Varna.
En el final del siglo XIV, el viajero alemán Johann Schiltberger describe estas tierras de la siguiente manera:

Estuve en tres regiones, y las tres fueron llamadas Bulgaria. La primera Bulgaria se extiende allí, donde se pasa de Hungría a través de la Puerta de Hierro. Su capital se llama Vidin. La otra Bulgaria se encuentra frente a Valaquia, y su capital se llama Tarnovo. La tercera Bulgaria está allí, donde el Danubio desemboca en el mar. Su capital se llama Kaliakra.

Fuentes venecianas de finales del siglo XIV se refieren a Dobrotitsa  como un déspota "de los búlgaros" (Despotum Bulgarorum Dobroticam) y su reino como "partes de Zagora (Bulgaria) subordinada a Dobrotitsa" (Partes Zagorae (Bulgarie) Subditas Dobroticae).